# Lisa Madigan
Pour les articles homonymes, voir Madigan.
Lisa Madigan, née le 30 juillet 1966 à Chicago, est une femme politique américaine. Membre du Parti démocrate, elle est procureur général de l'Illinois de 2003 à 2019.

## Carrière politique
En 1999, elle commence sa carrière politique en se faisant élire au Sénat de l'Illinois. Pendant sa carrière sénatoriale elle travaille avec l'un de ses amis, Barack Obama.

### Procureur général de l'Illinois

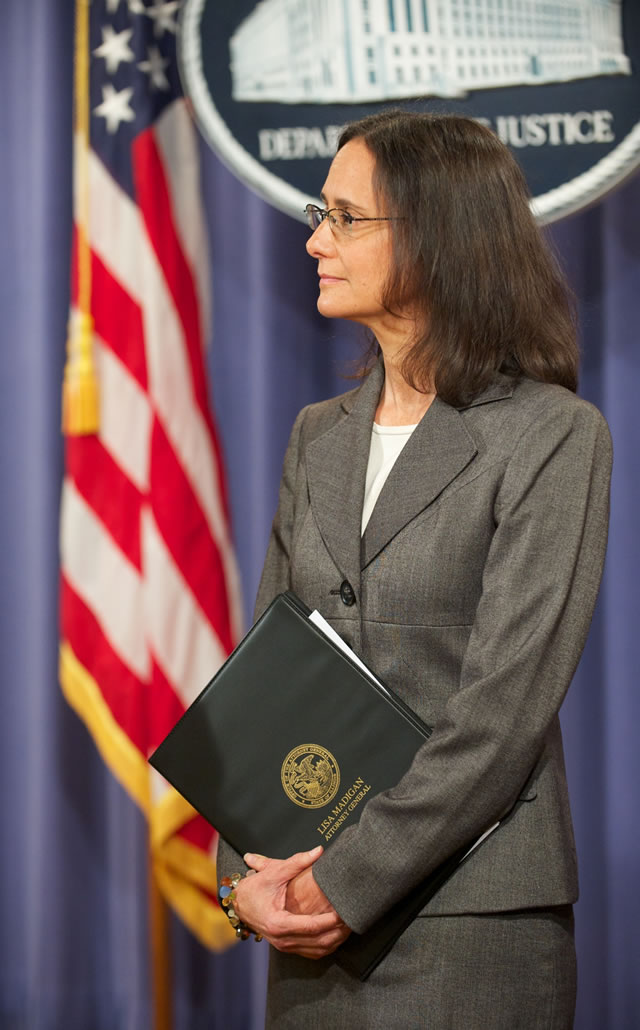
Lisa Madigan dans une réunion, 2012

En 2002, Madigan est élue procureur général de l'Illinois avec 50 % des voix contre 47 % à son adversaire républicain Joe Birkett, elle succède ainsi au titulaire sortant, le républicain Jim Ryan qui ne se représentait pas.
En 2006, Madigan est largement réélue à son poste avec 72 % des voix.
En 2008, le New York Times classe Lisa Madigan comme l'une des soixante-dix femmes potentielles, susceptibles de devenir un jour la première présidente des États-Unis. Le 12 décembre 2008, elle suscite une attention nationale, après avoir déposé un recours à la Cour suprême de l'Illinois, afin de suspendre temporairement le gouverneur Rod Blagojevich de son poste.
En 2010, elle est de nouveau réélue procureur général avec 64,48 % des voix.

### Sollicitée pour de nombreux scrutins
En raison de sa popularité, de nombreux responsables politiques de l'État ont tenté de recruter Madigan afin qu'elle soit candidate à l'élection sénatoriale de 2010, mais elle refuse et ce malgré des sondages la plaçant largement favorite,.
Finalement, elle annonce qu'elle est candidate à un troisième mandat de procureur général, renonçant également à l'élection gouvernatoriale de 2010.
Actuellement de nouvelles pressions s'exercent sur elle pour qu'elle soit candidate à l'élection gouvernatoriale de 2014 ,.